# Oberbayern
L'Alta Baviera (en alemany Oberbayern) és una de les set Regierungsbezirk (regions administrativo-governamentals) que formen el land de l'Estat Lliure de Baviera (Freistaat Bayern).

## Situació geogràfica
La regió està situada al sud-est de l'estat, limita pel sud i per l'est amb Austria, pel nord-est amb la Baixa Baviera i l'Alt Palatinat, pel nord-oest amb Francònia Mitjana i per l'oest amb Suàbia. Dins d'aquest territori s'hi troben les ciutats de Múnic, Ingolstadt, Rosenheim i Freising.

## Divisió territorial
La regió administrativo-governamental de l'Alta Baviera està formada per 23 districtes, 3 són districtes urbans (Kreisfreie Städte) i 20 districtes rurals (Landkreise):
Districtes urbans (Kreisfreie Städte)
- Ingolstadt
- Múnic
- Rosenheim

Distristes rurals (Landkreise)
| 1. Districte d'Altötting 2. Districte de Bad Tölz-Wolfratshausen 3. Districte de Berchtesgadener Land 4. Districte de Dachau 5. Districte d'Ebersberg 6. Districte d'Eichstätt 7. Districte d'Erding 8. Districte de Freising 9. Districte de Fürstenfeldbruck 10. Districte de Garmisch-Partenkirchen | 1. Districte de Landsberg am Lech 2. Districte de Miesbach 3. Districte de Mühldorf am Inn 4. Districte de Múnic 5. Districte de Neuburg-Schrobenhausen 6. Districte de Pfaffenhofen an der Ilm 7. Districte de Rosenheim 8. Districte de Starnberg 9. Districte de Traunstein 10. Districte de Weilheim-Schongau. |

## Evolució de la població
| Any  | Habitants |
| ---- | --------- |
| 1939 | 1.999.048 |
| 1950 | 2.541.896 |
| 1961 | 2.831.744 |
| 1970 | 3.324.104 |
| 1987 | 3.598.126 |
| 2002 | 4.169.657 |
| 2005 | 4.238.195 |